# Чарање рунама
„Чарање рунама” (енгл. Casting the Runes) је хорор приповетка британског писца М. Р. Џејмса, први пут објављена 1911. године у збирци прича под насловом Још прича о духовима једног антиквара.
Приповетка се на српском језику први пут појавила 2015. у оквиру збирке прича Зазвижди и ја ћу ти доћи издавачке куће Орфелин, у преводу Дејана Огњановића.

## Радња
Једно удружење одбило је рад о „Истини алхемије” који је поднео господин Карсвел из Лафорд Опатије у Ворикширу. Секретар удружења почиње да прима непријатељска писма од Карсвела, који захтева поновно разматрање његовог рада. Секретар сазнаје да је Карсвел повучен, напрасит и познат по својој осветољубивој природи. Његови суседи верују да практикује неку чудну религију, јер је једном скандализовао село приказујући деци застрашујуће слике, што је изазвало панику и неколико повреда.
Пре неколико година, Карсвел је објавио књигу Историја вештичарства, која је добила оштре критике. Најгласнији критичар, Џон Харингтон, касније је умро у необичној несрећи: пао је са дрвета док је, изгледа, од нечега бежао. Његов брат Хенри од тада тражи објашњење.
Убрзо након што је секретар послао коначни одговор Карсвелу, Едвард Данинг, стручњак који је оцењивао рад, почиње да са суочава са чудним догађајима. У трамвају, види необичну рекламну објаву у знак сећања на Џона Харингтона, са загонетном фразом: „Три месеца за објаву”. Пријављује је кондуктеру, али објава тајанствено нестаје. Касније, Данинг добија летак који помиње Харингтона, али један човек му га отима пре него што може детаљније да га погледа.
Данинг затим среће Карсвела у Британском музеју, где чује да му неко шапуће име, сазнаје да је Карсвел прегледао његове папире и да је истраживао алхемију. Те вечери, кућепазитељка и служавка се разболевају након што су, наводно, купиле покварене шкољке, иако у близини нико није видео продавца. Данинг проводи ноћ код доктора, али се враћа у празну кућу. У кревету, узнемирен је необичним налетом ваздуха и, када посегне под јастук, наилази на „длакава уста са зубима”. У паничном страху, закључава се у другу собу до јутра.
Страхујући од нових сусрета са Карсвелом, Данинг избегава музеј и тражи уточиште код секретара. Прича му о чудним догађајима, а секретар му организује састанак са Хенријем Харингтоном. Данинг сазнаје да је Џон Харингтон добио проклети папир од Карсвела, које није успео да врати. Пре смрти, осећао је да га неко прати и добио је злокобне поруке, попут дрвореза из Песме о старом морнару са демонском фигуром, као и календар са поцепаним датумима након његове смрти.
Верујући да је и Данинг проклет, Харингтон предлаже да испитају Карсвелове документе. Проналазе папир са нечитким рунама. Харингтон закључује да је једини начин да се скине проклетство да папир врате Карсвелу лично, тако да га он несвесно прихвати. Одређују крајњи рок на 23. јул, претпостављајући да Данинг има још три месеца живота.
Њих двојица прате Карсвела, који остаје у Лафорд Опатији до непосредно пре овог рока, када планира пут у иностранство. Данинг и Харингтон одлучују да га прате, а прерушени Данинг улази у воз на станици Кројден. У возу успева да убаци папир са рунама у Карсвелову футролу за карту када овај на кратко напусти купе. Карсвел, несвестан папира, прихвата га кад му Данинг врати футролу.
Како се воз приближава Доверу, Карсвел постаје узнемирен, свестан неке промене. Данинг и Харингтон силазе, осећајући олакшање док Карсвел креће ка трајекту. Службеници примећују необичан присуство око Карсвела, али он се ипак укрцава на брод.
У Абевилу, 23. јула, Карсвел умире када камен са црквеног торња падне на њега.

## Адаптације
Филм Ноћ демона (1957), у режији Жака Турнера, адаптација је ове приче. У овој верзији, главни лик је др Џон Холден (Дејна Ендруз), амерички психолог који планира да разоткрије окултисту Џулијана Карсвела (Ниал Макгинис) као шарлатана, али открива да су Карсвелове моћи праве и да је бацио клетву на њега.
Прича је два пута адаптирана за британску телевизију. Прва адаптација била је 1968. године као епизода антологијске серије Мистерија и машта (прва епизода треће сезоне), са Џоном Фрејзером као Данингом и Робертом Едисоном као Карсвелом. Године 1979, прича је поново адаптирана у епизоди серије ITV Playhouse, под насловом „Чарање рунама” (девета епизода једанаесте сезоне). У овој верзији, главна јунакиња је жена, Пруденс Данинг (Џен Франсис), продуценткиња истраживачке телевизијске емисије која је критична према окултисти Карсвелу (Ијан Катбертсон), и убрзо открива да је на њу бачена клетва. Не постоје комплетне копије верзије из 1968, али је верзија из 1979. доступна на DVD-у.
Приповетка је неколико пута адаптирана и за радио. Прва верзија емитована је 1947. године у продукцији CBS-а за радио серију Бекство. CBS је 1974. године направио и другу верзију за своју радио-емисију CBS Radio Mystery Theater. Године 1981, BBC Radio 4 је емитовао слободну адаптацију приче под називом Клетва.